# Graveyard (Graveyard)
Graveyard è il primo album della band hard rock svedese Graveyard, pubblicato nel 2007 dalla Transubstans Records e nel 2008 dalla TeePee Records.

## Tracce
1. Evil Ways – 3:28
2. Thin Line – 5:24
3. Lost in Confusion – 3:23
4. Don't Take Us for Fools – 4:02
5. Blue Soul – 6:17
6. Submarine Blues – 2:25
7. As the Years Pass By, the Hours Bend – 4:41
8. Right Is Wrong – 4:27
9. Satan's Finest – 5:31

## Formazione
- Joakim Nilsson - voce, chitarra
- Rikard Edlund - basso
- Jonatan Larocca-Ramm - voce, chitarra
- Axel Sjöberg - batteria